# John Rodgers (1772–1838)
John Rodgers (ur. 11 lipca 1772, zm. 1 sierpnia 1838) – amerykański oficer marynarki, który służył w United States Navy od jej powstania w latach dziewięćdziesiątych XVIII wieku po koniec lat trzydziestych XIX wieku. W tym czasie uczestniczył w zmaganiach quasi-wojny z Francją i w wojnie roku 1812 z Wielką Brytanią.

## Przebieg kariery
Wstąpił do US Navy 8 marca 1798 roku, jak podporucznik na pokładzie fregaty „Constellation”. 9 lutego 1799 uczestniczył w przechwyceniu i zdobyciu francuskiej fregaty „L’Insurgente” i objął dowództwo pryzu. Awans na stopień kapitana otrzymał 5 marca tegoż roku, a w trzy miesiące później został dowódcą slupa USS „Maryland”. W marcu 1801 roku przewiózł do Francji ratyfikowany dokument traktatu z Mortefontaine, który kończył tzw. quasi-wojnę. W roku następnym objął dowództwo fregaty USS John Adams w wyruszył na Morze Śródziemne z zadaniem atakowania fortów i okrętów berberyjskich w Trypolitanii w ramach działań zbrojnych I wojny berberyjskiej. Znakomita opinia, jaką zdobył walcząc z piratami, spowodowała mianowanie go w maju 1805 roku komodorem Flotylli Śródziemnomorskiej.
W rok później powrócił do USA by objąć dowodzenie nad Flotyllą Nowojorską. Gdy pod koniec roku 1807 zaczęła obowiązywać ustawa o embargo, Rodgers prowadził operacje mające na celu wykonanie jej postanowień wzdłuż wybrzeża atlantyckiego.
W 1811 roku, gdy znajdował się na USS „President” w pobliżu Annapolis, dowiedział się, że amerykański marynarz został siłą wcielony do Royal Navy przez dowódcę fregaty brytyjskiej w okolicach Sandy Hook w stanie New Jersey. Oficjalnie zadaniem komodora Rodgersa była „ochrona amerykańskiego handlu morskiego”, ale nie jest wykluczone, że otrzymał słowną instrukcję umożliwiającą mu stosowanie środków odwetowych wobec uprowadzania siłą obywateli brytyjskich z pokładów statków amerykańskich, co wywoływało niesnaski i ostatecznie doprowadziło do wybuchu wojny roku 1812. 16 maja wypatrzył i zaczął ścigać slup brytyjski HMS „Little Belt” (biorąc go początkowo za fregatę), okręty znalazły się w zasięgu swych dział dobrze po zapadnięciu zmroku. Około godziny 22:15 obaj kapitanowie zażądali od siebie nawzajem zidentyfikowania statków i obaj zignorowali pytanie. Każdy z nich twierdził później, że to on zadał pytanie pierwszy. Wkrótce potem padł strzał, ale i tu nie ma zgodności kto oddał ten strzał. Nie minęło kilka minut gdy rozpoczęła się gwałtowna wymiana ognia, przy czym amerykański okręt miał miażdżącą przewagę. Mniej więcej po kwadransie, większość brytyjskich dział zamilkła i Rodgers nakazał wstrzymać ogień.
W szóstym dniu wojny „President” dopadł brytyjską fregatę HMS „Belvidera” i ścigał ją przez osiem godzin, ale przeciwnik zdołał umknąć. Rodgers został ranny w tym starciu, bowiem w jego pobliżu nastąpiła eksplozja jednego z dział. Rodgers dowodził „Presidentem” niemal przez całą wojnę, zdobywając 23 pryzy. Również na lądzie Rodgers oddał znaczne usługi broniąc Baltimore przed atakiem wojsk brytyjskich.
Po zakończeniu działań, aż do przejścia na emeryturę w roku 1837, Rodgers stał na czele Board of Navy Commissioners. Zmarł rok później w Filadelfii.

## Dziedzictwo
Komodor Rodgers zapoczątkował dynastię znanych oficerów US Navy. Jego syn, John Rodgers II (1812-1882) brał udział w zmaganiach wojny secesyjnej, a prawnuk, John Rodgers III (1881–1926) służył w czasie I wojny światowej.
Sześć okrętów amerykańskich nazwano ich imionami: trzy jako USS „John Rodgers” i trzy jako USS „Rodgers”.
Louisa, córka komodora Rodgersa, wyszła za mąż za generała Montgomery’ego C. Meigsa; ich syn John Rodgers Meigs zginął w roku 1864 podczas wojny secesyjnej (generał Meigs był wnukiem pułkownika Armii Kontynentalnej, Returna J. Meigsa).